# پیپ میلی دیامانکا
پیپ میلی دیامانکا (انگلیسی: Pape Maly Diamanka؛ زادهٔ ۱۰ ژانویهٔ ۱۹۹۰) بازیکن فوتبال اهل سنگال است که که در پست هافبک میانی بازی می‌کند.

## حرفه‌ای
دیامانکا که در داکار متولد شد، کار خود را با باشگاه فوتبال سنگالی یو اس گوری بازی حرفه خود را شروع کرد.
وی همچنین در تیم ملی فوتبال Senegal U23 بازی کرده‌است.